# Баллада о сеньорах былых времён
Баллада о сеньорах былых времён (фр. Ballade des seigneurs du temps jadis) — стихотворение Франсуа Вийона.

## Содержание
Своего рода продолжение «Баллады о дамах былых времён», вместе с которой составляет своеобразный диптих в составе «Большого завещания», написанного поэтом в 1461—1462 годах. Полное название, данное Клеманом Маро в издании 1533 года: «Баллада о сеньорах былых времён, следующая предшествующему речению» (Ballade des seigneurs du temps jadis suyvant le propos precedent).
По форме почти повторяет предыдущее стихотворение, представляя собой короткую балладу из трех восьмистиший и посылки, написанных октосиллабами, но значительно уступает ему в поэтичности. Персонажи баллады, в основном, недавно умершие сеньоры, лишенные ореола легендарности, присущего героиням баллады о дамах былых времен. Рефреном служат слова «Но где же храбрый Шарлемань» (Mais ou est le preux Charlemaigne), а посылка баллады не обращена к принцу.
Исследователи отмечают, что баллады с перечислением рыцарей и военачальников, древних и современных, сочинял еще Эсташ Дешан, и Вийону они были хорошо известны. Исходя из содержания следующего стихотворения цикла, высказывалось предположение, что поэт намекал на окончание эпохи рыцарства вместе с уходом поколения сеньоров, перечисленных в балладе.
В стихотворении упоминаются следующие персоны:
- Папа Каликст III
- Альфонс V Арагонский
- герцог Шарль I де Бурбон
- Артур III Бретонский
- Карл VII
- Яков II Шотландский
- Жан III Кипрский
- Хуан II Кастильский, «добрый король Испании», имени которого Вийон, якобы, даже не знает (et le bon roy d’Espaigne, / Duquel je ne sçay pas le nom)
- Ладислав Постум («Ланселот, король Богемии»)
- Бертран Дюгеклен («Клакен, добрый бретонец»)
- «граф Дофин Овернский» (вероятно, Беро III, дофин Овернский)
- «герцог Алансонский» (вероятно, Жан I д'Алансон)

## Русские переводы
- Ф. Л. Мендельсон — Баллада о сеньорах былых времён (1963)
- Ю. А. Кожевников — Баллада о сеньорах минувших времён (1995)
- Ю. Б. Корнеев — Баллада о сеньорах былых веков (1996)